# Hedwig De Koker
Hedwig De Koker (Zottegem, 28 december 1955 - Kraainem, 6 mei 2011) was een Belgisch bestuurder van vennootschappen en de liberale VLD/Open Vld.

## Biografie

### Carrière
Hedwig De Koker was bestuurder van verschillende vennootschappen. Hij was van 2001 tot 2008 regeringscommissaris van LRM, de Limburgse Reconversiemaatschappij. In 2008 werd hij er ondervoorzitter van de raad van bestuur en voorzitter van het remuneratiecomité.

### VLD/Open Vld
De Koker was vanaf 1988 meer dan 30 jaar fractiesecretaris van de VLD/Open Vld in de Kamer van volksvertegenwoordigers. Hij was ook directeur van de studiedienst en penningmeester van de partij.
Hij was tevens hoofd van de beleidscel vicepremier van vicepremier en Binnenlandse Zaken Patrick Dewael.